# Aparat studyjny

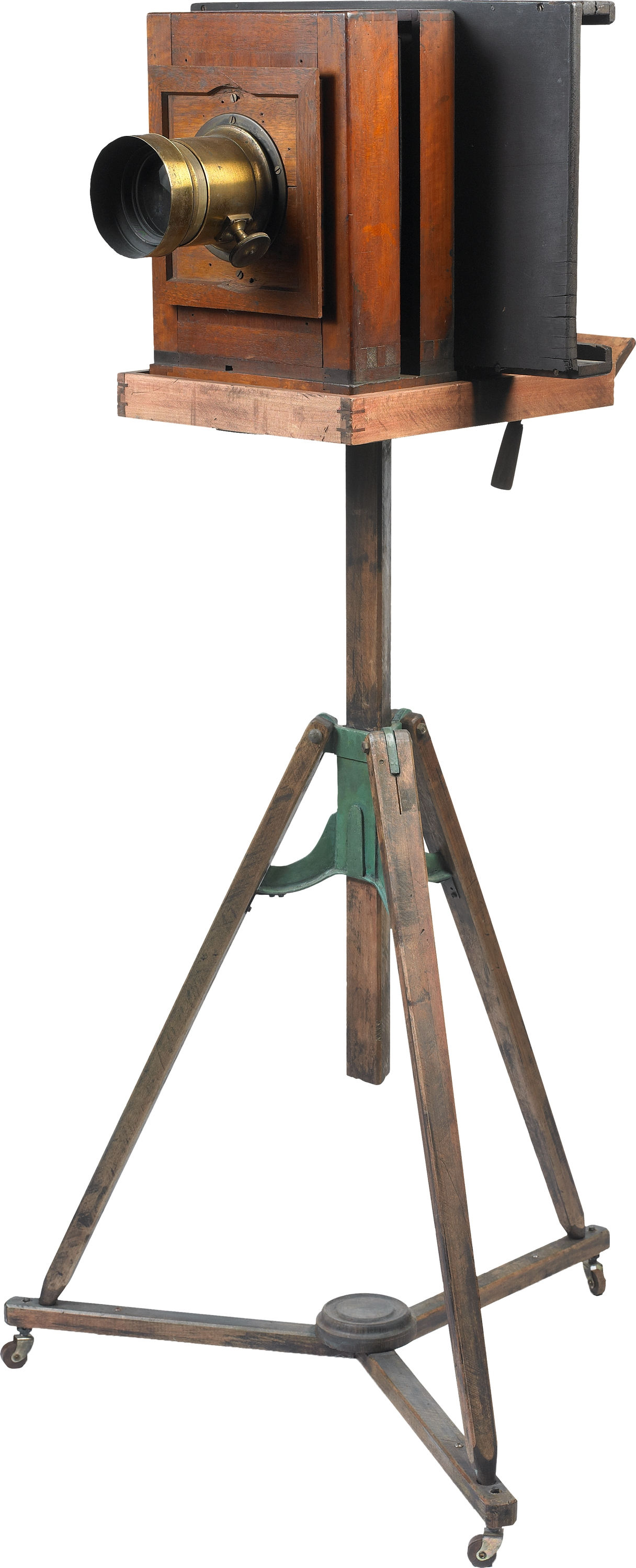
Wielkoformatowy aparat studyjny (ok. 1860 r.)

Aparat studyjny – aparat fotograficzny o konstrukcji najbardziej zbliżonej do pierwszych aparatów konstruowanych w XIX wieku.
Zasadnicze różnice pomiędzy aparatami studyjnymi a innymi typami aparatów fotograficznych sprowadzają się do tego, że:
- nie są one przenośne (muszą być zamontowane na statywie z powodu swoich rozmiarów);
- poprzez pochylanie przedniego i tylnego standardu mają możliwość zmiany płaszczyzny ostrości, zgodnie z zasadami reguły Scheimpfluga;
- są to aparaty wielkoformatowe (format klatki co najmniej 9×12 cm, czyli 4×5") wyposażone w wymienne kasety do innych (mniejszych) typów kliszy (także do materiałów natychmiastowych).

Z takiego rodzaju aparatów korzystają obecnie głównie artyści i fotografowie reklamowi.